# Daniél Espinosa

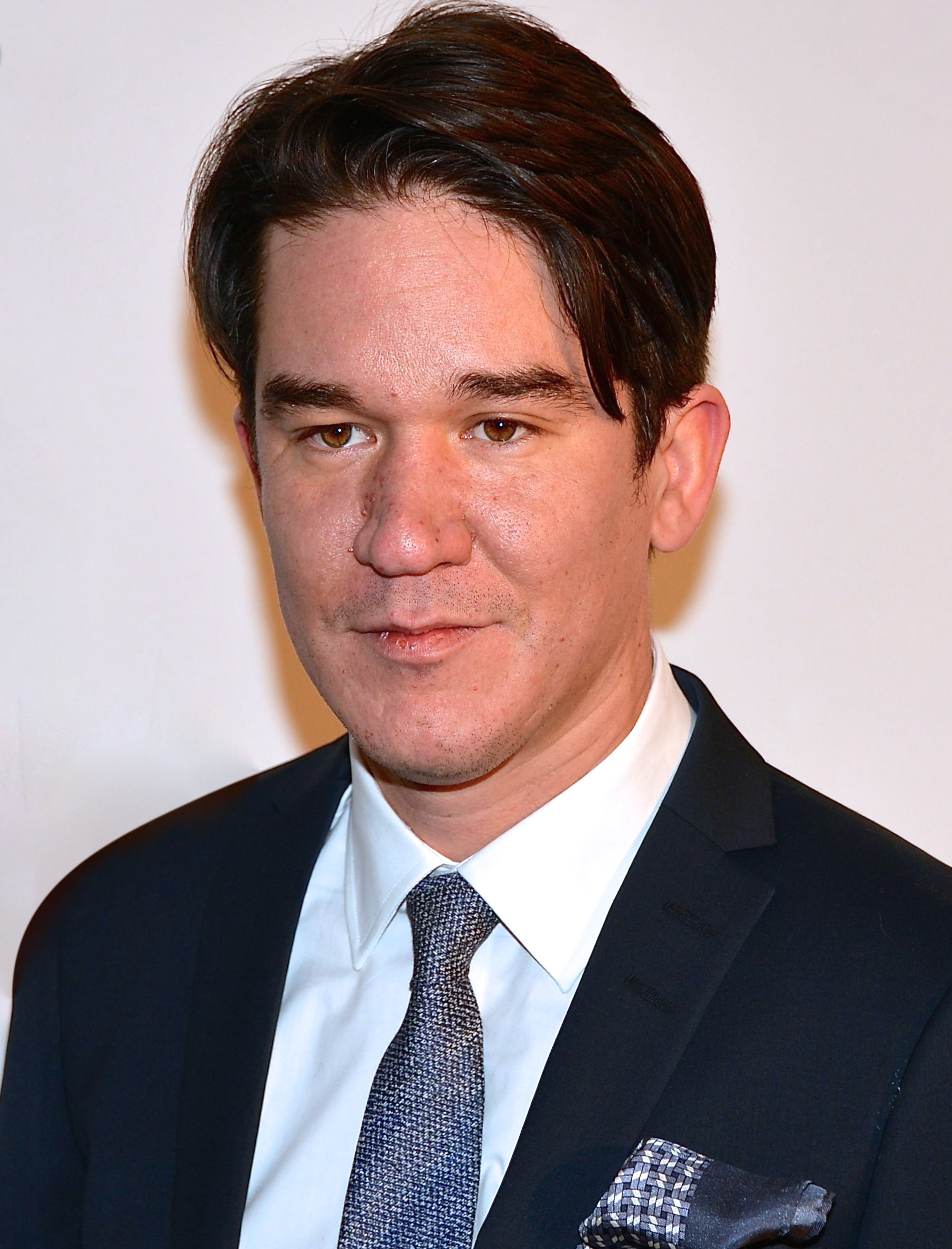
Daniél Espinosa (2013)

Jorge Daniél Espinosa (* 23. März 1977 in Trångsund, Huddinge, Schweden) ist ein chilenisch-schwedischer Regisseur.

## Leben
Espinosas Eltern flohen etwa einen Monat vor seiner Geburt aus Chile, um dem Pinochet-Regime zu entkommen. Obwohl beide Eltern Akademiker sind, lebten sie dennoch in Arbeitervierteln. Allerdings lebte Espinosa auch eine Weile in Afrika, da seine Mutter eine UNO-Mitarbeiterin war. Als 16-Jähriger stand er kurz davor, nach einigen Verbrechen für zwei Jahre im Gefängnis zu landen. Doch dank eines psychologischen Gutachtens wurde er davor bewahrt und erhielt ein Stipendium für Herlufsholm. Während des Aufenthalts auf dem Internat entwickelte er einen gewissen Ehrgeiz. Jeder der dortigen Schüler wollte vor dem 30. Geburtstag Millionär sein. Da Espinosa lediglich irgendwann mal ein Café besitzen wollte und mit den anderen mithalten wollte, entschied er sich, beeinflusst durch den Sohn von Lasse Hallström, der sein Zimmernachbar war, Filme zu machen. Und so besuchte er von 1999 bis 2003 die Den Danske Filmskole. Sein Abschlussfilm an der Dänischen Filmhochschule war Bokseren. Mit Babylonsjukan folgte sein zweiter Spielfilm, welcher auf dem Drehbuch einer Jugendfreundin basierte.
Mit Easy Money veröffentlichte Espinosa im Jahr 2010 einen der erfolgreichsten schwedischen Filme. Der Film basiert auf dem Roman Jens Lapidus und wurde mit Joel Kinnaman in der Hauptrolle besetzt. Espinosa wurde von Josef Fares auf Lapidus’ Werk Snabba Cash aufmerksam gemacht.
2012 führte Espinosa in Safe House erstmals in einem US-amerikanischen Film Regie. Es folgte der Film Life, der im Jahr 2017 in die Kinos kam.
Espinosa ist mit Nina, einer Ärztin, verheiratet und lebt in Schweden. Er spricht sechs Sprachen, darunter neben Englisch und Dänisch auch Portugiesisch.

## Filmografie (Auswahl)
- 2003: Bokseren
- 2004: Das Babylon-Syndrom (Babylonsjukan)
- 2007: Alles außer Liebe (Uden for kærligheden)
- 2010: Easy Money – Spür die Angst (Snabba Cash)
- 2012: Safe House
- 2015: Kind 44 (Child 44)
- 2017: Life
- 2022: Morbius
- 2024: Madame Luna
- 2024: Der Helicopter Coup Filmserie